# ГЕС Ренасе III
ГЕС Ренасе III (ісп. Renace) — гідроелектростанція у центральній частині Гватемали, трохи більше ніж за сотню кілометрів на північний схід від столиці країни міста Гватемала. Знаходячись після ГЕС Ренасе II, становить нижній ступінь каскаду на річці Кахабон, котра впадає ліворуч до Полочик незадовго до завершення останньої в озері Ісабаль (дренується через Ріо-Дульсе в Гондураську затоку Карибського моря). Можливо, в подальшому нижче за Renace III на Кахабон завершать наступну станцію каскаду — ГЕС Oxec II.
У межах проекту річку перекрили бетонною гравітаційною греблею висотою 11,5 метра та довжиною 30 метрів, яка практично не утворює сховища (лише 29 тис. м3) та призначена для відведення ресурсу до прокладеної по лівобережжю дериваційної траси, до якої також спрямовується вода, відпрацьована на ГЕС Renace II. Траса починається з каналу довжиною 0,2 км, за яким прокладений тунель довжиною 4,75 км з перетином 15 м2.
Через напірний водовід довжиною 0,2 км з діаметром 3,4 метра ресурс подається до машинного залу, обладнаного трьома турбінами типу Френсіс загальною потужністю 67,4 МВт, які працюють при напорі у 153 метри.
Відпрацьована вода повертається до Кахабон.
Видача продукції відбувається по ЛЕП, розрахованій на роботу під напругою 230 кВ.